# Posadas (Spagna)
Posadas è un comune spagnolo di 7 077 abitanti situato nella comunità autonoma dell'Andalusia.

## Geografia fisica
È situato sulla sponda destra del Guadalquivir.